# Akemi Nodaová
Akemi Nodaová (japonsky 野田 朱美, * 13. října 1969 Komae) je bývalá japonská fotbalistka.

## Reprezentační kariéra
Za japonskou reprezentaci v letech 1984 až 1996 odehrála 76 reprezentačních utkání. Byla členkou japonské reprezentace i na Mistrovství světa ve fotbale žen 1991, 1995 a Letních olympijských hrách 1996.

## Statistiky
| Japonsko | Japonsko | Japonsko |
| Roky     | Záp.     | Góly     |
| -------- | -------- | -------- |
| 1984     | 1        | 0        |
| 1985     | 0        | 0        |
| 1986     | 12       | 2        |
| 1987     | 4        | 0        |
| 1988     | 3        | 0        |
| 1989     | 7        | 1        |
| 1990     | 7        | 2        |
| 1991     | 13       | 7        |
| 1992     | 0        | 0        |
| 1993     | 4        | 0        |
| 1994     | 6        | 3        |
| 1995     | 9        | 8        |
| 1996     | 10       | 1        |
| Celkem   | 76       | 24       |

## Úspěchy

### Reprezentační
- Mistrovství Asie:  1986, 1991, 1995;  1989, 1993